# Мьер (муниципалитет)
Мьер (исп. Mier) — муниципалитет в Мексике, штат Тамаулипас с административным центром в одноимённом городе. Численность населения, по данным переписи 2010 года, составила 4477 человек.

## Общие сведения
Название Mier дано в честь политического и религиозного деятеля — Сервандо Тереса де Мьера.
Площадь муниципалитета равна 923 км², что составляет 1,15 % от общей площади штата, а наивысшая точка — 177 метров, расположена в курортном поселении Фалькон.
Он граничит с другими муниципалитетами штата Тамаулипас: на севере с Герреро, на юго-востоке с Мигель-Алеманом, на юго-западе с другим штатом Мексики — Нуэво-Леоном, а на востоке проходит государственная граница с Соединёнными Штатами Америки.

## Учреждение и состав
Муниципалитет был образован в 1825 году. По результатам переписи 2005 года в его состав входило 20 населённых пунктов, а в 2010 году остался только административный центр:
| Код INEGI | Населённый пункт                                                     | Численность населения (2005 год) | Численность населения (2010 год) |
| --------- | -------------------------------------------------------------------- | -------------------------------- | -------------------------------- |
| 024       | Всего                                                                | 6539                             | 4762                             |
| 0001      | Мьер (исп. Mier) 26°25′50″ с. ш. 99°08′55″ з. д.                     | 6487                             | 4762                             |
| 0014      | Уатемпо (исп. Huatempo) 26°24′04″ с. ш. 99°20′30″ з. д.              | 11                               | 0                                |
| 0042      | Хорхе-Мартинес (исп. Jorge Mártinez) 26°25′52″ с. ш. 99°09′36″ з. д. | 8                                | 0                                |
| 0140      | Фалькон (исп. Falcon) 26°32′23″ с. ш. 99°19′27″ з. д.                | 1                                | 0                                |
| ----      | Прочие                                                               | 32                               | 0                                |

## Экономика
По статистическим данным 2000 года, работоспособное население занято по секторам экономики в следующих пропорциях: сельское хозяйство, скотоводство и рыбная ловля — 14,4 %, промышленность и строительство — 28,5 %, сфера обслуживания и туризма — 54,7 %, прочее — 2,4 %.

## Инфраструктура
По статистическим данным 2010 года, инфраструктура развита следующим образом:
- электрификация: 99,4 %;
- водоснабжение: 99,3 %;
- водоотведение: 96,2 %.

## Фотографии
- Карта муниципалитета
- Церковь в Мьере